# 王效明
王效明（1909年2月—1991年11月30日），辽宁省昌图县七家子乡二河村人，中国人民解放军开国少将、东北抗日联军将领。

## 生平
祖籍山东省莱州府即墨县。曾祖父王佩贤闯关东。祖父王祥生六子，父亲王景成是长房，生四子三女，为最小的孩子，六岁丧母，送养给二叔。十岁进杏山小学。十三岁进金家屯高小。1923年高小毕业后投奔在奉军的舅父开始谋生。1924年11月考取公费的奉天兵工学校。1927年12月毕业后考取东北陆军讲武堂。1930年毕业于东北陆军讲武堂毕业后分到哈尔滨的东北局十八旅76团为见习军官。九一八事变后，王效明秘密参加了满洲国爱国军官的“反日救国小组”。利用1931年10月入职满洲国首都新京的禁卫步兵团三营营副的机会，联络抗日志士，准备绑架溥仪。后因事情泄露，他逃往哈尔滨。不久，他又参加了反日救国军，任参谋长兼支队长。1932年11月因内奸告密，被日本宪兵逮捕。由于他没有暴露身份，1934年被保释出狱。
1935年1月在哈尔滨获悉宁安县有老红军的抗日游击队。1935年2月到宁安南的三家子参加抗日救国军。任军部参谋。1935年8月在宁安县北湖头经军长周保中、二团政委高凤仪介绍入党，同时担任教导大队大队长。1936年1月改编成东北抗联第5军，任五军第2师参谋长。1936年11月任五军第二师师长兼牡丹江抗日联军办事处主任（筹措经费给养）。1937年11月五军警卫旅改编为第3师任政治部主任。1938年6月任抗联第二路军总指挥部参谋处长。二路军西征，留守在下江的部队由吉东省委下江三人团负责：季青、王效明、鲍林。1938年12月兼任7军政治部主任。1938年冬天日伪三千余人对下江抗日游击根据地大讨伐，摧毁了密营种植的庄稼与囤积的物资，部队严重损失。1939年10月任七军政委兼军特委书记。1940年4月七军缩编成二路军第2支队，任支队政委兼省委代表，支队长王汝起牺牲以后支队长兼政委。1940年底带部队进入苏联，参加了南满、北满、吉东三个省委的联席会议（伯力会议）。1941年8月率小股部队返回虎林饶河，一直挺进到桦南、依兰。1942年8月1日，东北抗日联军南北两个野营合并，正式改编为东北抗日联军教导旅（即苏联远东方面军独立第88步兵旅），任第二营营长。1943年3月率队入苏联境内。
1945年日本投降后，8月27日进抵吉林市任苏联红军吉林市卫戍司令部副司令，接收吉林市。八路军359旅的袁任远、旅政治部民运科长段竞率领的先遣队30人于1945年10月底到达长春，11月5日到达吉林市。成立永吉地委、永吉军分区，书记兼政委袁任远，司令员王效明，组建吉林全省保安队。下设三个总队，段竞任吉林保安第一总队政委。
1945年11月21日，朝鲜义勇军第五支队乘火车抵达吉林市后，由于苏联驻军不同意该部东去延边，遂编为吉林保安第七支队。支队长崔明，政委朴勋一。1945年12月初，吉林保安第一总队及第七支队占领桦甸县城。1946年1月，吉林保安第七支队更名为朝鲜义勇军第七支队。
1946年2月，吉林保安队改编为东北民主联军第二十四旅兼永吉军分区，旅长王效明，下辖两个团。保安队一总队改编为第七十二团，团长颜德明、政委段竞。活动范围为桦甸、磐石、伊通、双阳等县。1946年3月，朝鲜义勇军第七支队改编为桦甸县保安团，团长杨上堃。1946年4月14日，二十四旅第七十团（即延边警一旅一团）和七十一团奉命参加了第一次长春进攻战役。1946年5月底，东北民主联军弃守长春市、5月28日放弃吉林市。1946年7月，吉林军区永吉军分区兼二十四旅改编为吉南军分区兼二十四旅，转战在吉林市南部的永（吉）南、桦甸、磐石、双阳、伊通县等地，坚持敌后武装斗争，王效明任军分区司令员兼旅长。军分区政委兼地委书记杨尚奎，旅政委兼军分区第二政委邓飞，副司令员蒋克诚、冯精华，副政委张百春，参谋长康干生，副参谋长熊志坚，政治部主任宋景华，供给部部长倪兴中、政委刘韵秋，卫生部政委周交臣。吉南军分区兼二十四旅辖第70、第71、第72共三个团，七十团团长刘健民，政委刘春光；七十一团团长齐连升（抗联干部），政委夏荩卿/张开进；七十二团团长颜德明，政委段竞。此外，还有桦甸县保安团（由朝鲜义勇军七支队改编），团长杨上堃，政委汪小川；磐石县大队(后扩编为警卫团)、桦南游击大队（以那尔轰为中心）、天岗游击队、伊（通）双（阳）武工队等。1946年秋冬季是吉南最困难时期，仅控制桦甸县松花江东的大约60个自然村，人口不过两万，部队有3000余人，与江西驻守的国军第207师部队对峙。第24旅的3个团撤销营的建制，每个团缩编为5个连。1946年底，由于减员过大，第70团与第72团合并为新的第70团，团长颜德明；桦甸县保安团改编为新的第72团，团长杨上堃。1947年初，随着“四下江南”作战，吉东军分区警备二旅调入吉南战场。1947年1月吉南军分区歼灭松花江东唯一的敌据点桦树林子，毙伤160余人，俘虏200余人。1947年2月，吉林军区组建东满独立师，新编成的第70团上升改编为独立师第7团，团长颜德明。
1947年东北“夏季攻势”中，吉南军分区于5月31日占领桦甸县城、磐石县城、攻克了烟筒山。1947年7、8月份，桦甸县大队扩编为七十三团；磐石县警卫团改编为七十四团。吉南军分区这时辖第71、第72、第73、第74共计4个团，总兵力4000多人。东北夏季攻势中，吉南军分区作战265次，歼敌1685人，摧毁碉堡215座，缴长短枪1375支、轻重机枪25挺、炮17门。1947年攻克口前镇，歼灭正规军步兵、工兵、辎重兵3个营。1948年3月2日吉林市守军60军弃城逃长春，吉南军分区沿途歼敌近千人。
1948年1月18日，以吉东军分区机关在九台县改编为独立第六师，师长邓克明，下辖第16团（前身朝鲜义勇军5支队15团、延边警1旅3团、吉东军分区独立3团）、第17团（前身延边警6团、吉东警2旅5团、吉东军分区独立6团）、第18团（前身为永吉军分区2团、24旅71团，团长苏连才）。1948年11月，改称第一五六师。
1948年4月，吉林军区吉南军分区第七十二团两个营（原朝鲜义勇军第7支队）、松江军区第八团（原朝鲜义勇军第3支队）、牡丹江军区独立第3团（1946年4月穆棱县保安队基础，1947年4月改编为牡丹江军区独立第三团），合编为独立第11师，以吉南军分区机构改编为师直，师长王效明．政委宋景华，副师长李德山，全师7000余人。1948年8月，该师参加长春围城战。占领长春后，该师担任卫成长春任务，由于纪律好被军委通报表扬。1948年11月，延边军分区补充该师新兵2000余人。12月，吉林军区警卫团1100人补入该师。1948年11月，独11师改称第164师。辖第490、第491、第492团。 
1949年6月，王效明率解放军第164师改编为炮兵第6师，任师长。1950年7月率部调青岛改编为海军海岸炮兵学校，任海军炮兵学校首任校长。1950年8月开学，1950年12月培养了12个连的建制人员。1953年8月，王效明调海军海岸炮兵部任副部长。1955年1月，任海军岸防部部长，1955年7月调中央军委武装力量监察部海军部主任。1955年，授予中国人民解放军少将。1959年11月，调海军旅顺基地任副司令员。1964年8月，调中央监委驻第五机械工业部监察组任组长。1978年2月出任第五届全国政协委员、五机部顾问、中国兵工学会副理事长。1983年离休，任中国兵工学会名誉理事。 
1991年11月30日在北京因病逝世，享年82岁。